# Kopytnik (Lublin)
Kopytnik [pronunciación en polaco: /kɔˈpɨtɲik/] es un pueblo ubicado en el distrito administrativo de Gmina Łomazy, dentro del Distrito de Biała Podlaska, Voivodato de Lublin, en Polonia oriental. Se encuentra aproximadamente a 10 kilómetros al sureste de Łomazy, a 24 kilómetros al sureste de Biała Podlaska, y a 84 kilómetros al noreste de la capital regional Lublin.